# Graewe & Kaiser

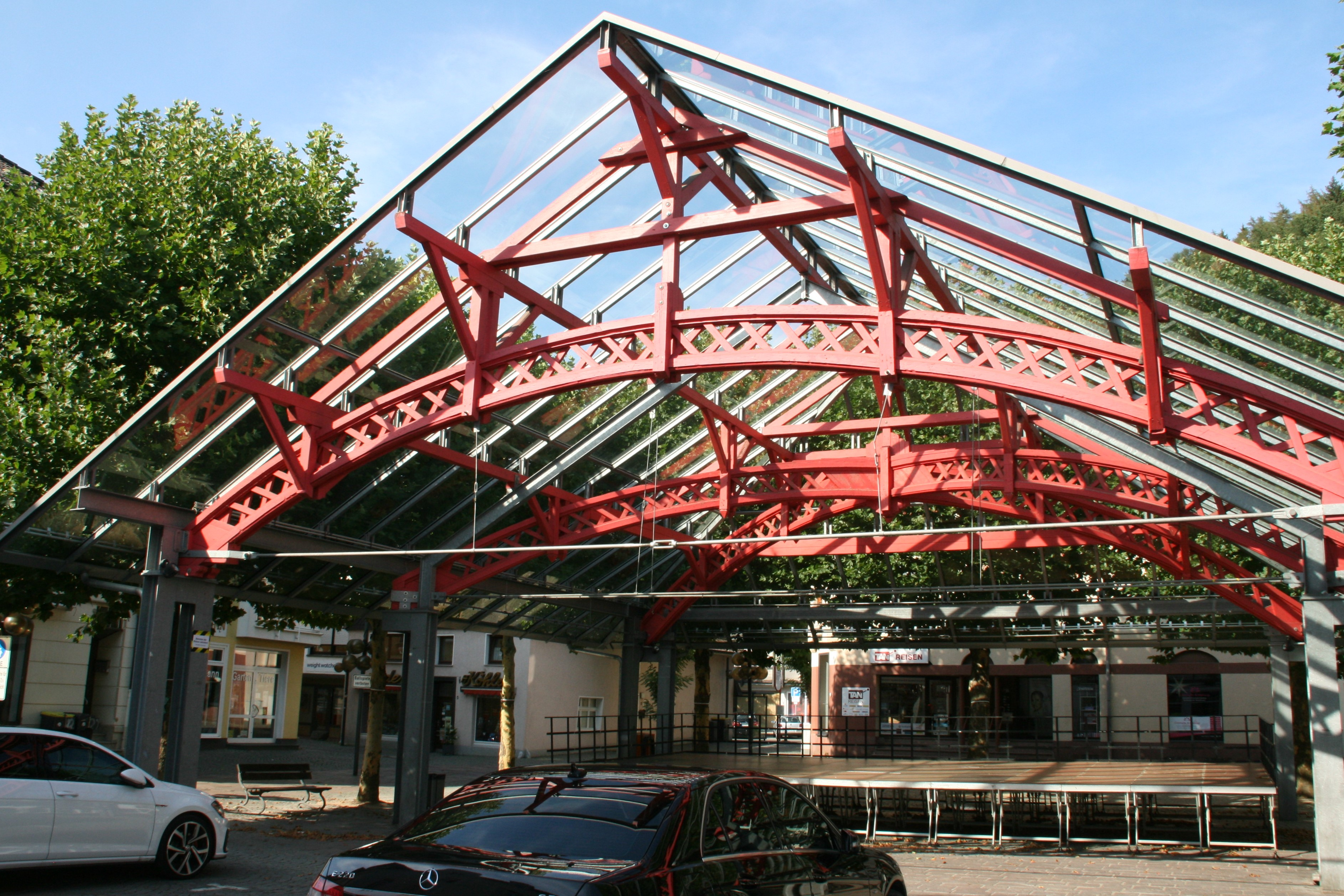
Der Stephansdachstuhl von Graewe & Kaiser am Alten Markt in Plettenberg.

Graewe & Kaiser, Schraubenwerk, später auch kurz Graeka genannt, war ein Hersteller von Schrauben in Plettenberg. Nach dem Zweiten Weltkrieg arbeiteten zirka 600 Mitarbeiter in dem Betrieb. Das Unternehmen galt als eines der bedeutendsten in der Region. Im Zuge der Stahlkrise Ende der 1970er- und Anfang der 1980er-Jahre kam das Unternehmen nach Druck der Stahlwerke in Turbulenzen, musste zeitweise Insolvenz anmelden und erholte sich nie wieder von den Schwierigkeiten. Am 1. September 2002 wurde der Betrieb nach 130 Jahren Tätigkeit eingestellt.

## Geschichte
Die Firma wurde am 1. September 1872 von Wilhelm Graewe und Julius Kaiser als Schrauben- und Nietenfabrik gegründet. Ausschlaggebend für die Gründung war die Möglichkeit, sich mit Roheisen von einem Eisenwerk im nahegelegenen Nachrodt beliefern zu lassen. Bereits in den Jahren 1874 bis 1918 beteiligte die Firmenleitung die Mitarbeiter am Gewinn, was zur damaligen Zeit eher ungewöhnlich war.
Die Firma profitierte in der Zeit der Weltkriege besonders stark von Rüstungsaufträgen. Infolgedessen wurden die Fabrikgebäude gegen Ende des Zweiten Weltkriegs durch US-amerikanische Bombenangriffe zerstört. Zudem wurden aufgrund von Reparationsleistungen an die Briten übrig gebliebene Maschinen und Geräte demontiert. Es gelang der Wiederaufbau, und die Mitarbeiterzahl wuchs auf ein Allzeithoch von 600 Mitarbeitern an. Man setzte nun auf Formteilherstellung und hochfeste Stellschrauben, errichtete eine eigene Glüherei und arbeitete im Drei-Schicht-Betrieb. Firmen wie Daimler-Benz, MAN und VW gehörten zu den Kunden. Zudem wurde die Graeka-Schraube zu einer Marke ausgebaut.
Als es gegen Ende der 1970er-Jahre aufgrund des internationalen Konkurrenzdrucks zur Stahlkrise kam, gab es im Oktober 1981 einem massiven Zahlungsausfall, und es drohte der Konkurs. Vor dem Landgericht Hagen wurde ein Vergleich mit den Stahlherstellern geschlossen, der ein Weiterarbeiten ermöglichte. Eine Übernahme durch den Konkurrenten FHS Schulte aus Altena führte zunächst zu einer Stabilisierung, die jedoch nur ein Jahr andauerte. Es kam zum Konkurs, und die Konkursmasse wurde durch einen britischen Unternehmer übernommen. Die Gebäude wurden zunächst vermietet, später abgerissen. Auf dem Gelände wurden mehrere Einzelhandelsgeschäfte errichtet.

## Nachwirkungen
Ein alter hölzerner Dachstuhl, der 1906 über einem Kessel- und Maschinenhaus der Fabrik errichtet wurde, befindet sich mittlerweile an zentraler Stelle in Plettenberg. Der Dachstuhl vom Typ Stephanscher Fachwerkbogen war nach dem Abriss des Gebäudes übrig geblieben und wurde von der Stadt übernommen. Diese ließ ihn dann am Alten Markt aufstellen. Er hat allerdings keine tragende Funktion mehr und ist in eine Stahl-/Glaskonstruktion eingebettet, die als Dach für eine Veranstaltungsbühne dient.